# Ben More Assynt
Ben More Assynt (Schots-Gaelisch:Beinn Mhòr Asaint) is een berg in het noordwesten van Assynt, een gebied in Sutherland, Schotland, ongeveer 30 kilometer van Ullapool. De naam Ben More Assynt vertaalt zich als "hoogste berg van Assynt". Met zijn hoogte van 998 meter is het niet alleen de hoogste berg van de parochie Assynt, maar ook van de lieutenancy area Sutherland. De berg is tevens een munro. Ongeveer 1,5 kilometer van Ben More Assynt ligt de berg Conival die tevens een munro is.
De berg kan beklommen worden via een wandelpad dat begint in Inchnadamph. Het leidt eerst langs een groep grotten, de Cnoc nan Uamh. Hierna vervolgt het pad tot de top van Conival waarvandaan het nog een kleine afstand is tot de top van Ben More Assynt.